# Cordylus beraduccii
Espèce
Statut CITES
Cordylus beraduccii est une espèce de sauriens de la famille des Cordylidae.

## Répartition
Cette espèce se rencontre dans le sud du Kenya et dans le nord de la Tanzanie.

## Étymologie
Cette espèce est nommée en l'honneur de Joe Beraducci.

## Publication originale
- Broadley & Branch, 2002 : A review of the small east African Cordylus (Sauria: Cordylidae), with the description of a new species. African Journal of Herpetology, vol. 51, n. 1, p. 9-34.